# Букино (Новокузнецький район)
Бу́кино (рос. Букино) — село у складі Новокузнецького району Кемеровської області, Росія. Входить до складу Сосновського сільського поселення.

## Населення
Населення — 96 осіб (2010; 94 у 2002).
Національний склад (станом на 2002 рік):
- росіяни — 98 %